# Associação Desportiva Sanjoanense (rink hockey)
Actualités
L'Associação Desportiva Sanjoanense (AD Sanjoanense) est un club de rink hockey fondé en 1924 et situé à São João da Madeira dans le District d'Aveiro au Portugal. Il évolue dans le championnat du Portugal de rink hockey masculin.

## Palmarès
| Compétitions nationales                                                                  | Compétitions internationales                                                  |
| - Championnat du Portugal de deuxième division (4) - Champion : 1979, 2001, 2019 et 2024 | - Coupe d'Europe des vainqueurs de coupe de rink hockey (1) - Champion : 1986 |